# 13 frimaire
13 brumaire 13 nivôse
Le tridi 13 frimaire, officiellement dénommé jour du cèdre, est le 73e jour de l'année du calendrier républicain.
C'était généralement le 3e jour du mois de décembre dans le calendrier grégorien.